# Vladímir Frolov
Vladimir Petrovich Frolov (en ruso: Владимир Петрович Фролов); 6 de febrero de 1967-10 de marzo de 2022) fue un general mayor ruso que murió durante la invasión rusa de Ucrania.

## Biografía
Vladimir Frolov nació en el seno de una familia de veteranos de la Segunda Guerra Mundial. Se unió a las Fuerzas Armadas Soviéticas en 1984, como cadete de la Escuela Superior Político-Militar de Tanques y Artillería de Sverdlovsk. Posteriormente, se graduó de la Academia de Armas Combinadas de las Fuerzas Armadas de la Federación Rusa y de la Academia Militar del Estado Mayor General de las Fuerzas Armadas de Rusia.
Frolov participó en la intervención rusa en la guerra civil siria y fue ascendido a general de división por el Decreto Presidencial n.º 595 de Vladímir Putin el 12 de diciembre de 2019.
El 8.º Ejército de Armas Combinadas, cuyo subcomandante era Frolov, participó activamente en el asedio de Mariupol. Según la versión del presidente del Consejo Popular de la República Popular de Donetsk, Artem Zhoga, Frolov murió a manos de un francotirador el 10 de marzo de 2022 durante un combate en la acería Illich. Fue enterrado en las ruinas por tropas ucranianas. Tras la captura de la zona por las fuerzas rusas, prisioneros de guerra ucranianos notificaron a las tropas rusas el lugar de entierro de Frolov.
Su fallecimiento fue anunciado por las autoridades rusas el 16 de abril de 2022. Ese mismo día, su entierro se celebró con honores militares en el cementerio Serafimovskoe de San Petersburgo, tras un servicio fúnebre en la Catedral de la Ascensión de Novocherkassk. A la ceremonia asistió el gobernador de San Petersburgo, Alexander Beglov.

## Reconocimientos
Frolov recibió póstumamente el título de Héroe de la Federación Rusa por decreto del presidente de Rusia del 25 de diciembre de 2023. La estrella dorada del premio fue entregada a la familia de Frolov por Alexander Beglov el 22 de febrero de 2024. A lo largo de su carrera, Frolov también fue condecorado con la Orden del Mérito Militar, la Orden "Al Mérito a la Patria" de segunda clase con espadas y la Medalla Soviética "Al Mérito en Combate". También recibió póstumamente el título de Héroe de la República Popular de Donetsk.